# Дитрих II (маркграф Ландсберга)
Дитрих II (1242 — 8 февраля 1285) с 1265 года маркграф Ландсберга. Второй сын Генриха Светлейшего и Констанции Австрийской. Из рода Веттин. Дитрих фон Ландсберг имел прозвище «der Weise» — «Мудрый».

## Биография
В 1261 году Дитрих получил от отца маркграфство Ландсберг без императорского одобрения, после смерти Генриха в 1265 году, в результате раздела, он стал самостоятельным правителем Ландсберга и Остерланда. В 1272 году Дитрих II помогал тевтонскому ордену подавлять Великое прусское восстание 1260—1274 годов.
В 1273 году Дитрих по примеру своего отца и брата поддержал противника Пржемысла Оттокара императора Рудольфа. Умер в 1285 году, возвращаясь из Польши, где была обручена его младшая дочь Гертруда с Болько Мюнстербергским.

## Семья и дети
Дитрих в 1253/1258 году женился на Елене Бранденбургской (ок.1246 — 1305), дочери Иоганна I Аскания. У них было три ребенка:
- София (1258/1261 — 24 августа 1318) невеста Конрадина. Жена с 1271/1274 Конрада I Глоговского. Аббатиса монастыря Святой Клары в Вейсенфельсе
- Фридрих Тута (1269 — 16 августа 1291) маркграф Ландсберга, Лужиции, правитель Мейсена
- Гертруда (- 17 января 1325), монахиня Святой Клары в Вейсенфельсе